# سیارک ۱۷۹۳۶
سیارک ۱۷۹۳۶ (به انگلیسی: 17936 Nilus، نامگذاری:1999HE3) هفده هزار و نهصد و سی و ششمین سیارک کشف شده‌است که در ۲۴ آوریل ۱۹۹۹ کشف شد.
قدر مطلق سیارک برابر ۱۰.۷ است.